# Nagroda imienia Witalija Dawydowa
Nagroda imienia Witalija Dawydowa (ros. Приз имени Виталия Давыдова; wzgl. Приз «Самому ценному игроку плей-офф» – Nagroda „Najwartościowszemu Zawodnikowi play-off”) – nagroda przyznawana corocznie najwartościowszemu zawodnikowi w fazie play-off rosyjskich rozgrywek hokeja na lodzie MHL.
Wyróżnienie nazwano imieniem i nazwiskiem hokeisty oraz trenera Witalija Dawydowa. Na trofeum umieszczono figurę tegoż zawodnika oraz motto Najbardziej nieustraszony obrońca sezonu.

## Nagrodzeni
| Sezon     | Zawodnik         | Klub                              | Dorobek w play-off                                                |
| --------- | ---------------- | --------------------------------- | ----------------------------------------------------------------- |
| 2009/2010 | Dmitrij Orłow    | Kuznieckie Miedwiedi Nowokuźnieck | 19 punktów (9 goli + 10 asyst) oraz efektywność +5 w 17 meczach   |
| 2010/2011 | Nikita Gusiew    | Krasnaja Armija Moskwa            | 27 punktów (17 goli + 10 asyst) oraz efektywność +15 w 16 meczach |
| 2011/2012 | Nikita Gusiew    | Krasnaja Armija Moskwa            | 33 punkty (16 goli + 17 asyst) oraz efektywność +5 w 19 meczach   |
| 2012/2013 | Artiom Woronin   | MHK Spartak Moskwa                | 20 punktów (10 goli + 10 asyst) oraz efektywność +8 w 20 meczach  |
| 2013/2014 | Arsienij Chaciej | MHK Spartak Moskwa                | 14 punktów (11 goli + 3 asysty) oraz efektywność +10 w 23 meczach |
| 2014/2015 | Dienis Szurakow  | Czajka Niżny Nowogród             | 29 punktów (7 goli + 22 asysty) oraz efektywność +10 w 22 meczach |

Brak informacji o przyznaniu nagrody za sezony 2016/2017, 2017/2018.